# Ledeč nad Sázavou
Ledeč nad Sázavou (en allemand : Ledetsch an der Sasau) est une ville du district de Havlíčkův Brod, dans la région de Vysočina, en Tchéquie. Sa population s'élevait à 4 862 habitants en 2023.

## Géographie
Ledeč nad Sázavou est arrosée par la Sázava, un affluent de la Vltava, et se trouve à 24 km au nord-ouest de Havlíčkův Brod, à 40 km au nord-ouest de Jihlava et à 74 km au sud-est de Prague.
La commune est limitée par Třebětín au nord, par Číhošť, Kozlov, Hradec, Ostrov et Vilémovice à l'est, par Bojiště au sud, et par Kožlí, Chřenovice, Jedlá et Bělá à l'ouest.

## Histoire
La première mention écrite de la ville date du XIIe siècle. Elle se trouve dans la région historique de Bohême.

## Patrimoine
Le château de Ledeč nad Sázavou se dresse sur un promontoire rocheux qui surplombe la Sázava. Château de style gothique lors de sa construction au XIIIe siècle, il fut agrandi et modifié par la suite en incorporant des éléments d'architecture Renaissance et baroque. En 1879, le château fut dévasté par le feu durant trois jours et n'a jamais été complètement restauré depuis. Un musée municipal y a été ouvert en 1938 ; il présente des outils d'artisanat local, des collections d'armes et de monnaies, etc.

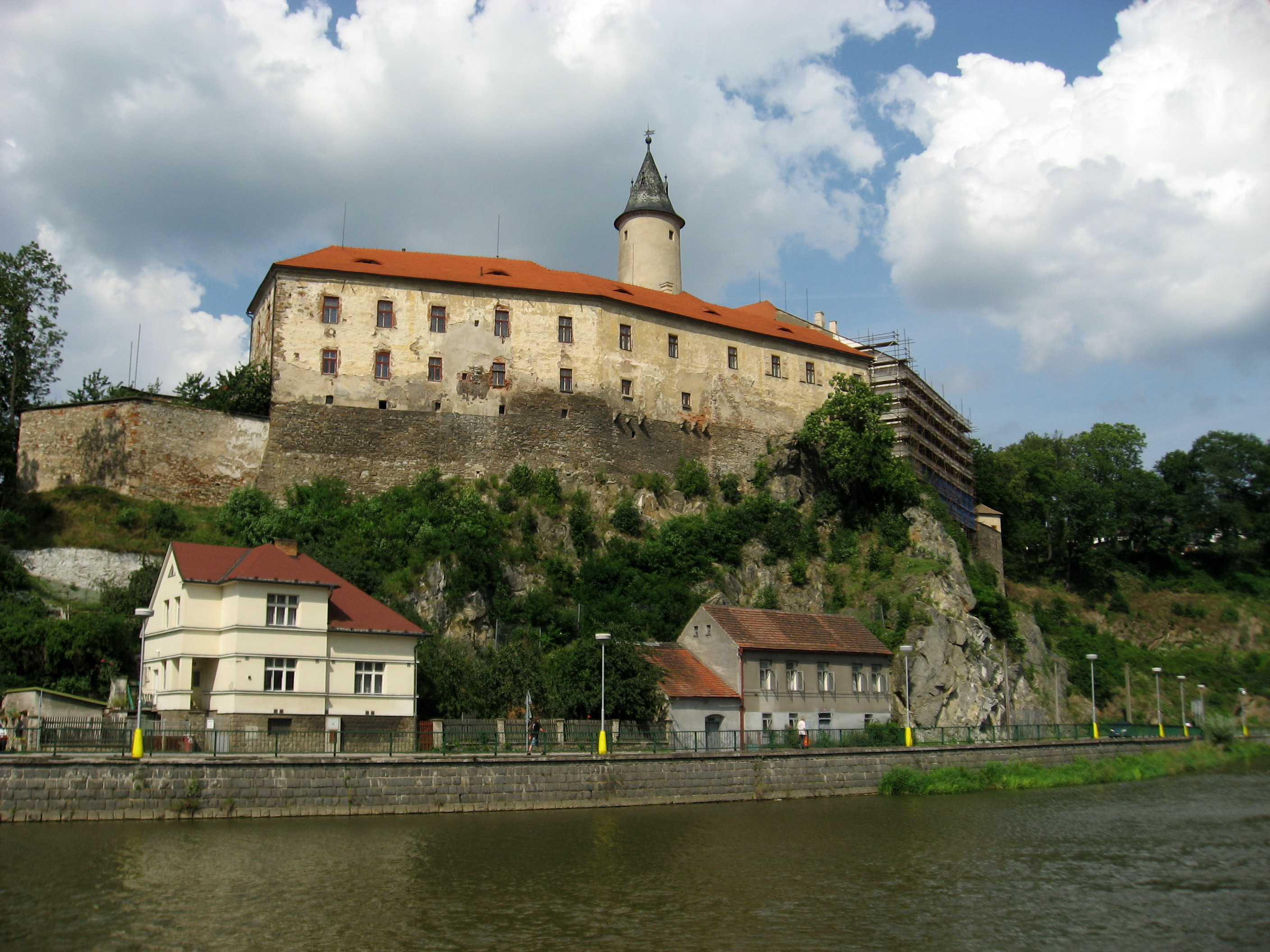
Ledeč nad Sázavou : le château.
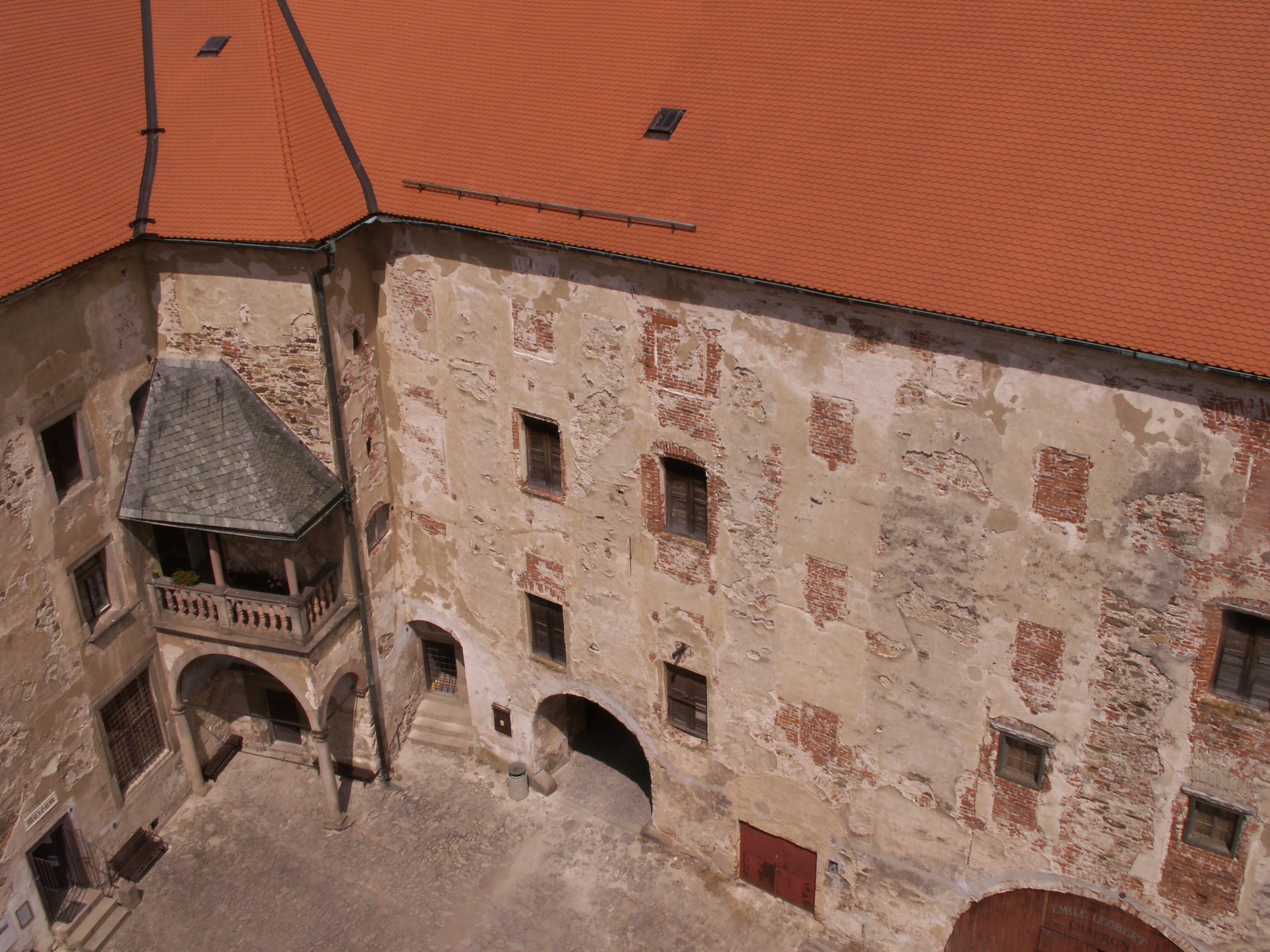
Cour intérieure du château.

## Administration
La commune se compose de six sections :
- Habrek
- Ledeč nad Sázavou
- Obrvaň
- Souboř
- Sychrov
- Vrbka